# 2015年10月亚丁导弹袭击
2015年10月亚丁导弹袭击，发生于2015年10月6日。一群袭击者将导弹瞄准也门副总统兼总理所在的Al-Qasr酒店。酒店同时也是支持总统哈迪的也门军队的军事基地。也门运输部长巴德尔·巴萨尔马怀疑胡塞武装是此次袭击的幕后黑手，但伊拉克和黎凡特伊斯兰国声称对袭击负责。